# Glaubendorf (Gemeinde Heldenberg)
Glaubendorf ist eine Ortschaft und Katastralgemeinde in der Gemeinde Heldenberg in Niederösterreich.

## Geographie
Die Ortschaft befindet sich westlich der Schmida in einem breiten Graben. Die Horner Straße war die Hauptstraße des Orts, umfährt ihn heute jedoch.

## Geschichte

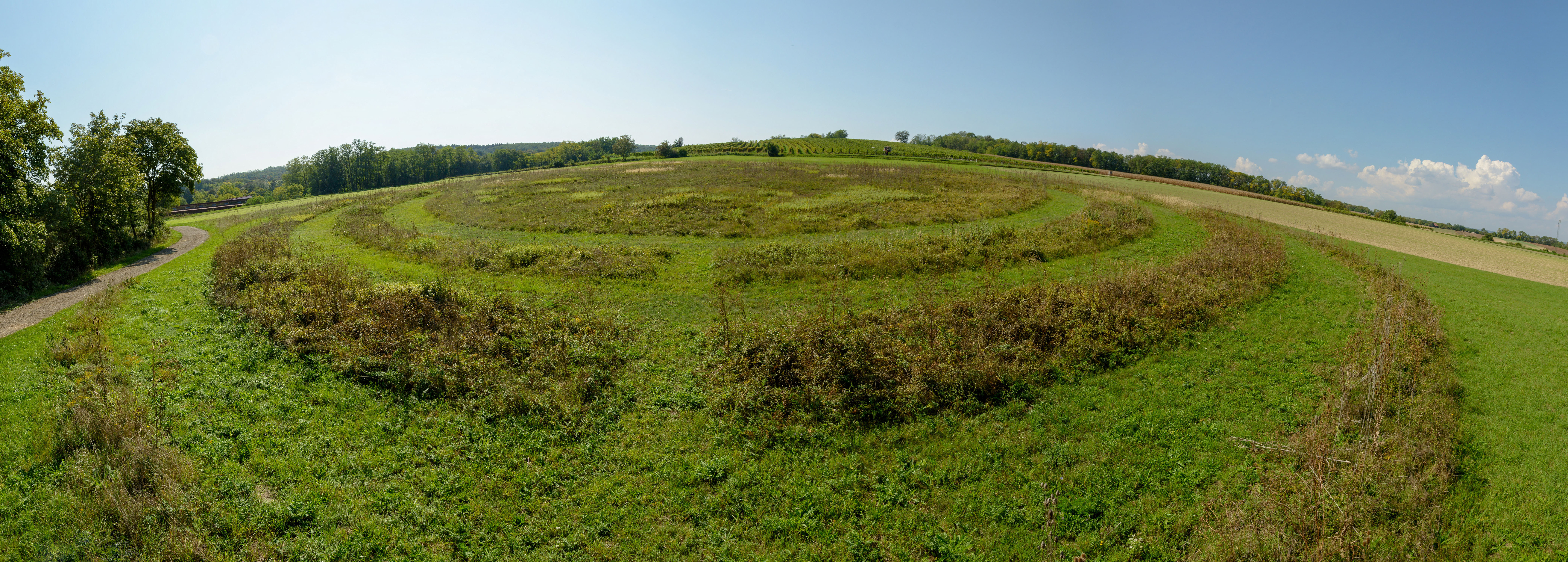
Kreisgraben Glaubendorf

Glaubendorf wird in einer Schenkungsurkunde aus dem Jahr 1130 erstmals genannt. Der Name Glaubendorf dürfte vom althochdeutschen Eigennamen Klöuwo abzuleiten sein. Im 12. und 13. Jahrhundert findet sich das edelfreie Geschlecht der Chlubendorfer unter den Gefolgsleuten der Kuenringer, im 14. Jahrhundert scheinen die Chlaubendorffer als Nebenlinie der Radlbrunner auf. Im 16. Jahrhundert werden das Bayrische Gut zu Burgschleinitzer, die Neudegger, das Kloster Imbach und das Kloster Pulgarn als Grundherren auf. Nach den Reformen 1848/1849 konstituierte sich Glaubendorf 1850 als selbständige Gemeinde und war zunächst dem Amtsbezirk Ravelsbach und ab 1868 dem Bezirk Hollabrunn unterstellt. Laut Adressbuch von Österreich waren im Jahr 1938 in der Ortsgemeinde Glaubendorf ein Bäcker, ein Binder, ein Fleischer, ein Friseur, zwei Gastwirte, zwei Gemischtwarenhändler, ein Müller, ein Sattler, ein Schmied, eine Schneiderin, vier Schuster, drei Tischler, ein Drucker, ein Wagner, ein Weinsensal und zahlreiche Landwirte ansässig.

## Kultur und Sehenswürdigkeiten
- Kreisgraben Glaubendorf

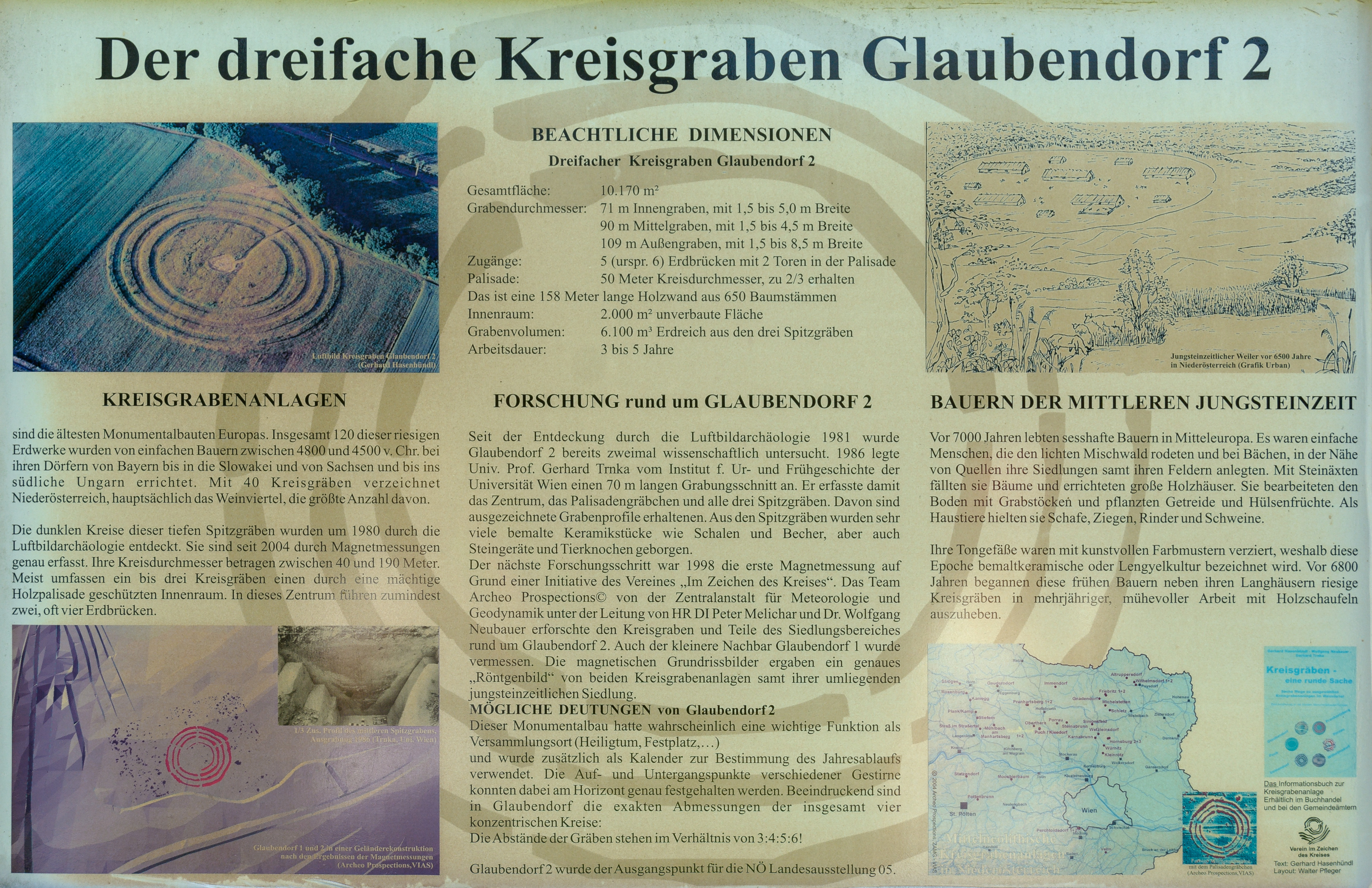
Kreisgraben von Glaubendorf 2

- Katholische Pfarrkirche Glaubendorf Hll. Philipp und Jakob